# Paul Bonnetain

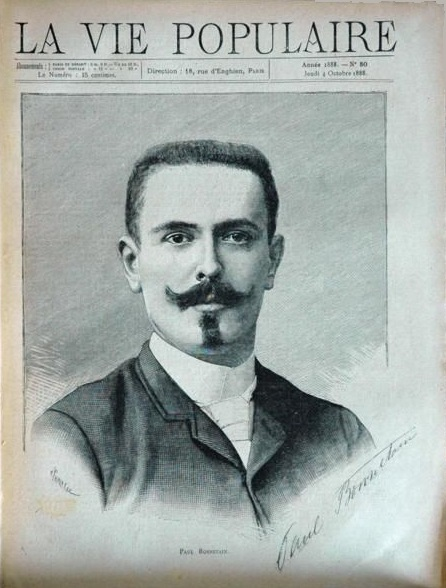
Paul Bonnetain

Paul Bonnetain (* 4. August 1858 in Nîmes; † 15. März 1899 in Don Khong) war ein französischer Schriftsteller.

## Leben und Werk
Paul Bonnetain verbrachte eine unglückliche Kindheit in Südfrankreich, in den Vogesen und in Paris. Im Alter von 18 Jahren ging er für fünf Jahre zur Marine. Das Meereserlebnis machte ihn zum Schriftsteller. Ab 1881 war er Journalist. In der Nachfolge des Naturalismus von Émile Zola erregte er 1883 Aufsehen mit dem in Belgien erschienenen (dem Thema Masturbation gewidmeten) Roman Charlot s’amuse. Am 18. August 1887 war er Mitunterzeichner (zusammen mit Lucien Descaves, Gustave Guiches, Paul Margueritte und J.-H. Rosny aîné) des im Figaro erschienenen Manifestes der Fünf (Manifeste des Cinq), in dem sich die Gruppe vom Naturalismus (nach Art des gerade erschienenen Zola-Romans La Terre) lossagte. Als Korrespondent des Figaro in Tonkin, von 1894 bis 1895 als Beamter im Sudan und ab 1896 als Regierungskommissar in Laos schrieb er zahlreiche Bücher, die der Meeres- und Kolonialliteratur zuzurechnen sind. Sein Tod mit 40 Jahren im Mekongdelta ist ungeklärt, möglicherweise aber auf Selbstmord zurückzuführen.

## Werke (Auswahl)
- Charlot s’amuse. Brüssel 1883. Slatkine, Genf 1979. (Vorwort von Henry Céard. Einführung von Hubert Juin)
  - Flammarion, Paris 2000. (Collection L’Enfer. Vorwort von Emmanuel Pierrat)
  - Alteredit, Châtenay-Malabry 2002. (Vorwort von Thierry Rodange)
- Au Tonkin. Paris 1885, 1892.
- Autour de la caserne. Paris 1885.
- L’opium. Paris 1886. Slatkine, Genf 1980.
- En mer. Paris 1887, 1897.
- L’extrème-Orient. Paris 1887.
- Amours nomades. Paris 1888.
- Au large. Paris 1888.
- Marsouins et mathurins. Paris 1888.
- Le nommé Perreux. Paris 1888.
- (mit Lucien Descaves) La pelote. Pièce en trois actes, en prose. A. Lemerre, Paris 1889.
- (mit Louis Tillier) Histoire d’un paquebot. Paris 1990.
- Les enfants de Giberne. Fayard, Paris 1892.
- Passagère. Lemerre, Paris 1892.
- Dans la brousse. Sensations du Soudan. Lemerre, Paris 1895.
- L’Impasse. Lemerre, Paris 1898.